# Boucle de Moufang
En mathématiques, une boucle de Moufang est un type particulier de structure algébrique. Elle ressemble à un groupe à de nombreux égards mais n'est pas nécessairement associative. Les boucles de Moufang ont été introduites par la mathématicienne allemande Ruth Moufang en 1935. À une boucle de Moufang lisses, on peut associer une algèbre, son algèbre de Maltsev (en), un peu comme on associe une algèbre de Lie à un groupe de Lie.

## Définition
Une boucle de Moufang est un quasigroupe {\displaystyle Q} dans lequel sont satisfaites les quatre identités équivalentes suivantes pour tous {\displaystyle x}, {\displaystyle y}, {\displaystyle z} dans {\displaystyle Q} (le produit dans {\displaystyle Q} est noté par juxtaposition) :
1. {\displaystyle z(x(zy))=((zx)z)y} ;
2. {\displaystyle x(z(yz))=((xz)y)z} ;
3. {\displaystyle (zx)(yz)=(z(xy))z} ;
4. {\displaystyle (zx)(yz)=z((xy)z)}.

Ces identités sont connues sous le nom d'identités de Moufang.

## Exemples
- Tout groupe est un quasigroupe associatif et donc une boucle de Moufang.
- Les octonions non nuls forment une boucle de Moufang non associative pour la multiplication des octonions.
- L'ensemble des octonions de norme un (géométriquement, une sphère de dimension sept dans O) est stable par multiplication et est donc une boucle de Moufang.
- L'ensemble des octonions entiers de norme un est une boucle de Moufang finie d'ordre 240.
- Les octonions de base et leurs opposés forment une boucle de Moufang finie d'ordre 16.
- L'ensemble des octonions déployés inversibles forme une boucle de Moufang non associative, tout comme l'ensemble des octonions déployés de norme un. Plus généralement, l'ensemble des éléments inversibles dans toute algèbre d'octonions sur un corps F est une boucle de Moufang, tout comme l'ensemble des éléments de norme un.
- L'ensemble des éléments inversibles d'un anneau alternatif R est une boucle de Moufang appelée boucle des unités de R.
- Pour tout corps F, soit M(F) la boucle de Moufang des éléments de norme un dans l'(unique) algèbre des octonions déployés sur F. Soit Z le centre de M(F) et soit e le neutre du produit. Si la caractéristique de F est 2 alors Z = {e}, sinon Z = {±e}. La boucle de Paige sur F est la boucle M*(F) = M(F)/Z. Les boucles de Paige sont des boucles de Moufang simples non associatives. Toutes les boucles de Moufang simples non associatives finies sont des boucles de Paige sur des corps finis. La plus petite boucle de Paige M*(2) est d'ordre 120.
- Une grande classe de boucles de Moufang non associatives peut être construite comme suit. Soit G un groupe arbitraire. On introduit un nouvel élément u qui n'appartient pas à G et on note M(G,2) = G ∪ (Gu). Le produit sur M(G,2) est donné par le produit usuel des éléments de G avec {\displaystyle 1\cdot u=u} et les relations
{\displaystyle (gu)h=(gh^{-1})u} ;
{\displaystyle g(hu)=(hg)u} ;
{\displaystyle (gu)(hu)=h^{-1}g}

pour g et h dans G. Il en résulte que {\displaystyle u^{2}=1} et {\displaystyle ug=g^{-1}u} pour tout g. Avec le produit ci-dessus M(G,2) est une boucle de Moufang. Elle est associative si et seulement si G est abélien.
- La plus petite boucle de Moufang non associative est M(S3,2) (où S3 est le groupe symétrique sur trois lettres) qui est d'ordre 12.
- Richard A. Parker a construit une boucle de Moufang d'ordre 213, qui a été utilisée par John H. Conway dans sa construction du groupe Monstre. La boucle de Parker a un centre d'ordre 2 avec des éléments notés 1, −1, et le quotient par le centre est un groupe abélien élémentaire d'ordre 212 que l'on peut identifier au code de Golay binaire. La boucle est alors définie à isomorphisme près par les relations
A2 = (−1)|A|/4
BA = (−1)|A∩B|/2 AB
A(BC)= (−1)|A∩B∩C| (AB)C

où |A| est le nombre d'éléments du mot de code A, etc. Pour plus de détails, voir l'ATLAS of Finite Groups.

## Propriétés

### Associativité
Les boucles de Moufang diffèrent des groupes puisqu'elles ne sont pas nécessairement associatives. Une boucle de Moufang associative est un groupe. Les identités de Moufang peuvent être considérées comme des formes affaiblies d'associativité.
En spécialisant divers éléments au neutre, les identités Moufang impliquent les relations suivantes :
- x(xy) = (xx)y : identité alternative à gauche ;
- (xy)y = x(yy) : identité alternative à droite ;
- x(yx) = (xy)x : identité flexible.

Le théorème de Moufang exprime que lorsque trois éléments x, y et z d'une boucle de Moufang satisfont à la règle d'associativité (xy)z = x(yz), alors ils engendrent une sous-boucle associative, c'est-à-dire un groupe. Il en résulte que toutes les boucles de Moufang sont di-associatives (au sens où la sous-boucle engendrée par deux éléments quelconques d'une boucle de Moufang est associative et donc un groupe). En particulier, les boucles de Moufang sont associatives de puissance, si bien que les puissances xn sont bien définies. Lorsque l'on travaille avec des boucles de Moufang, il est courant de supprimer les parenthèses dans les expressions qui ne font intervenir que deux éléments distincts. Par exemple, les identités Moufang peuvent être écrites sans ambiguïté par
1. z(x(zy)) = (zxz)y ;
2. ((xz)y)z = x(zyz) ;
3. (zx)(yz) = z(xy)z.

### Multiplication à gauche et à droite
Les identités de Moufang peuvent être écrites en termes d'opérateurs de multiplication à gauche et à droite sur Q, notés {\displaystyle L_{x}:y\mapsto xy} et {\displaystyle R_{x}:y\mapsto yx} pour x dans Q. Les deux premières identités s'écrivent
- {\displaystyle L_{z}L_{x}L_{z}(y)=L_{zxz}(y)}
- {\displaystyle R_{z}R_{y}R_{z}(x)=R_{zyz}(x)}

et la troisième identité devient
- {\displaystyle L_{z}(x)R_{z}(y)=B_{z}(xy)}

pour tous {\displaystyle x}, {\displaystyle y} et {\displaystyle z} dans {\displaystyle Q}. Ici {\displaystyle B_{z}=L_{z}R_{z}=R_{z}L_{z}} est la multiplication bilatérale par {\displaystyle z}. La troisième identité de Moufang est donc équivalente au fait que le triplet {\displaystyle (L_{z},R_{z},B_{z})} est une isotopie (en) de {\displaystyle Q} sur elle-même pour tout {\displaystyle z} dans {\displaystyle Q}.

### Propriétés des inverses
Toutes les boucles de Moufang ont la propriété de l'inverse, ce qui signifie que tout élément x a un inverse à gauche et à droite x−1 qui a deux plus la propriété suivante :
{\displaystyle x^{-1}(xy)=y=(yx)x^{-1}}
pour y. Il s'ensuit que {\displaystyle (xy)^{-1}=y^{-1}x^{-1}} et {\displaystyle x(yz)=e} si et seulement si {\displaystyle (xy)z=e}.
Les boucles de Moufang sont universelles parmi les boucles qui ont la propriétés des inverses. Autrement dit, une boucle Q est une boucle de Moufang si et seulement si toute boucle isotope à Q a la propriété des inverses. En particulier, toute boucle isotope à une boucle de Moufang est une boucle de Moufang.
On peut utiliser des inverses pour réécrire les identités Moufang à gauche et à droite sous une forme plus commode :
- {\displaystyle (xy)z=(xz^{-1})(zyz)}
- {\displaystyle x(yz)=(xyx)(x^{-1}z).}

### Propriété de Lagrange
On dit qu'une boucle finie Q a la propriété de Lagrange si l'ordre de chaque sous-boucle de Q divise l'ordre de Q. Le théorème de Lagrange en théorie des groupes exprime que tout groupe fini a la propriété de Lagrange. On s'est demandé pendant de nombreuses années si les boucles de Moufang finies avaient nécessairement la propriété de Lagrange ou pas. La question a été finalement résolue par Alexander Grishkov et Andrei Zavarnitsine, et indépendamment par Stephen Gagola III et Jonathan Hall, en 2003 : en effet, toute boucle de Moufang finie possède la propriété de Lagrange. D'autres résultats classiques sur les groupes finis ont été généralisés aux boucles de Moufang par Stephen Gagola III ces dernières années.

### Quasigroupes de Moufang
Tout quasigroupe satisfaisant à l'une des identités de Moufang a nécessairement un élément neutre et donc être une boucle de Moufang. Voici une preuve pour la troisième identité.
Soit a un élément quelconque de Q et soit e l'unique élément tel que ae = a.
Alors pour tout x dans Q, (xa)x = (x(ae))x = (xa)(ex).
La simplification de xa à gauche donne x = ex de sorte que e est neutre à gauche.
Maintenant, pour tout y dans Q, on a ye = (ey)(ee) =(e(ye)) e = (ye)e.
La simplification de e à droite donne y = ye, donc e est aussi neutre à droite.
Ainsi, e est bien un neutre de Q.
La démonstration des deux premières identités est un peu plus difficile.

## Problèmes ouverts
Le problème de Phillips est a été présenté par J.D. Phillips à la conférence Loops '03 à Prague. Il s'agit de déterminer s'il existe une boucle de Moufang finie d'ordre impair avec un noyau trivial.
Pour mémoire, le noyau d'une boucle (ou plus généralement d'un quasigroupe) est l'ensemble des {\displaystyle x} tel que {\displaystyle x(yz)=(xy)z}, {\displaystyle y(xz)=(yx)z} et {\displaystyle y(zx)=(yz)x} pour {\displaystyle y} et {\displaystyle z} quelconques dans la boucle.
Voir aussi : Problèmes de théorie des boucles et de théorie des quasigroupes (en)